# King (canción)
«King» es una canción del trío británico Years & Years, escrita y producida por el grupo junto con Andy Smith, e incluida en su primer álbum de estudio, Communion (2015). Fue publicada como cuarto sencillo oficial del disco el 27 de febrero de 2015 por Interscope y Polydor Records. De acuerdo con Olly Alexander, líder y vocalista de la agrupación, la canción está basada en experiencias reales de su adolescencia y expresa el sentimiento de una relación frustrada, donde hay manipulación y maltrato emocional.
«King» fue bien recibida por los críticos, que la destacaron como uno de los mejores temas del álbum y aseguraron que es imposible no bailarla. Asimismo, la canción se convirtió en un éxito comercial al liderar los listados de Bulgaria, Eslovaquia y el Reino Unido, además de haber estado entre los veinte primeros de Alemania, Australia, Nueva Zelanda, los Países Bajos y otros territorios. Su videoclip, dirigido por Nadia Marquard Otzen, fue publicado el 19 de enero de 2015 y se convirtió en el más visto del trío.

## Antecedentes y composición
«King» fue seleccionada por el trío y lanzada como cuarto sencillo de Communion el 27 de febrero de 2015 en Irlanda y el 1 de marzo en Europa y Oceanía. En una entrevista con Shazam, Olly Alexander, líder y vocalista de la agrupación, explicó que la canción está basada en experiencias reales de su adolescencia y expresa el sentimiento de una relación frustrada, donde hay manipulación y maltrato emocional, y quien la canta siente que no puede liberarse. Igualmente, Emre Türkmen comentó que al principio era una canción oscura debido al tema que trataba, pero tuvieron la idea de hacerla más rápida y crear un estribillo fácil de cantar para que no sonara tan deprimente. «King» es una canción que combina los géneros dance pop y synthpop con una duración de tres minutos y treinta y cinco segundos. De acuerdo con la partitura publicada por Universal Music Group en el sitio web Musicnotes, tiene un tempo allegro de 120 pulsaciones por minuto y está escrita en la tonalidad de si menor. El registro vocal de Olly se mantiene en la nota la mayor a lo largo de la canción.

## Recepción

### Comentarios de la crítica
En términos generales, «King» fue bien recibida por parte de los críticos, quienes hablaron favorablemente de la producción y el rendimiento vocal. Alexis Petridis de The Guardian comentó que el éxito de la canción no se debió a que Years & Years ganase el premio Sound of..., sino a que «King» es una «irresistible y completa canción pop». Igualmente, Helen Brown de The Telegraph la destacó como la mejor canción de Communion y expresó que el trío puede fácilmente manipular cualquier multitud con el pegadizo sonido de los sintetizadores y la letra. Kenneth Partridge de Billboard mencionó que es uno de los momentos más fuertes dentro del disco y que es la que mejor imagen deja del trío. Dicha revista también listó a «King» como una de las mejores canciones de la primera mitad del 2015. Nick Levine de la revista británica Time Out aseguró que hace perder el control a cualquiera con el estribillo.
En su reseña, MTV escribió que «"King" te hará bailar hasta que tus pies sean cenizas». Jordan Bassett de NME afirmó que la canción tuvo muy merecido su éxito y que engancha más que cualquier otro tema de Communion. Lewis Corner de Digital Spy recomendó a los lectores del sitio descargar la canción junto a «Eyes Shut», «Take Shelter», «Gold» y «Worship», comentando particularmente de «King» que tiene un estribillo que se pega al instante, una melodía digerible y un ritmo que hace bailar.

### Recibimiento comercial y reconocimientos
A poco de su lanzamiento, «King» se convirtió en un éxito comercial instantáneo en Europa. En el Reino Unido debutó directamente en la primera posición del UK Singles Chart, desbancando a «Love Me Like You Do» de Ellie Goulding y dando a Years & Years su primer número uno. El sencillo fue posteriormente certificado con disco de platino por parte de la British Phonographic Industry luego de vender más de 600 000 únicamente en territorio británico y con todo, fue la décima primera canción más exitosa del 2015. En Bulgaria y Eslovaquia también consiguió liderar sus conteos radiales. En Alemania, Bélgica y Dinamarca alcanzó un puesto entre los quince primeros de sus listados semanales y fue certificado por sus altas ventas y streaming. En Irlanda, los Países Bajos, Austria y Suiza pudo entrar a los diez primeros, mientras que en Finlandia, Noruega y Hungría a los veinte. Aunque no estuvo entre los veinte primeros de España, Suecia e Italia, fue certificado platino en todos estos. Su posición más baja se vio en Francia, donde apenas llegó a la cuadragésima casilla. Al no contar con un listado, se desconoce la magnitud de su éxito en Polonia, aunque igualmente fue certificada con doble platino.
Su éxito continuó en Oceanía, donde llegó hasta la novena casilla del conteo semanal de Australia y recibió el certificado de platino. Asimismo, en Nueva Zelanda alcanzó el décimo octavo lugar y obtuvo un disco de oro. No obstante, en América y Asia no fue tan bien recibida, apenas consiguiendo entrar a los listados de Canadá y Japón, donde estuvo fuera de los ochenta primeros. Pese a esto, Years & Years ganó gracias al videoclip de «King» el premio al mejor artista nuevo internacional en los MTV Video Music Awards Japan.

## Vídeo musical
El videoclip oficial de la canción fue publicado en la cuenta del trío de Vevo el 19 de enero de 2015. Grabado en los suburbios de Los Ángeles y dirigido por Nadia Marquard Otzen, sigue principalmente a Olly Alexander, que a lo largo del vídeo se muestra dentro de una casa y caminando por la calle, donde es seguido por una serie de personas vestidas de blanco que lo controlan contra su voluntad como una marioneta. En otros planos, también se puede ver a los demás miembros del trío tratando de tocar sus instrumentos, pero igualmente son apartados por una fuerza involuntaria. En el clímax, Olly siente que se ahoga y saca las fuerzas necesarias para tener control de sí mismo. El vídeo en cuestión narra metafóricamente la letra de la canción, donde un individuo se siente atrapado en una relación frustrada. «King» fue nominado en los UK Music Video Awards de 2015 como mejor vídeo interactivo y mejor vídeo pop, además de convertirse en el vídeo más visto de Years & Years y en el primero que supera las 100 millones de reproducciones.

## Formatos y remezclas
- Descarga digital

| «King» |        |          |  |
| N.º    | Título | Duración |  |
| 1.     | «King» | 3:34     |  |

| «King (Remixes)» |                             |          |  |
| N.º              | Título                      | Duración |  |
| 1.               | «King» (The Magician Remix) | 4:00     |  |
| 2.               | «King» (TCTS Remix)         | 4:27     |  |
| 3.               | «King» (Oceaán Remix)       | 3:04     |  |

## Posicionamiento en listas

### Semanales
| Alemania          | German Singles Chart         | 9  |
| Australia         | Australian Singles Chart     | 9  |
| Austria           | Ö3 Austria Top 40            | 8  |
| Bélgica (Flandes) | Ultratop 50                  | 11 |
| Bélgica (Valonia) | Ultratop 40                  | 17 |
| Bulgaria          | Airplay Top 5                | 1  |
| Canadá            | Canadian Hot 100             | 80 |
| Dinamarca         | Danish Singles Chart         | 6  |
| Escocia           | Scottish Singles Chart       | 1  |
| Eslovaquia        | Radio Top 100 Chart          | 1  |
| España            | Top 50 Canciones             | 27 |
| Estados Unidos    | Pop Songs                    | 37 |
| Estados Unidos    | Dance/Electronic Songs       | 14 |
| Finlandia         | Finnish Singles Chart        | 14 |
| Francia           | French Singles Chart         | 40 |
| Hungría           | Single (Track) Top 10        | 25 |
| Hungría           | Rádiós Top 40                | 19 |
| Irlanda           | Irish Singles Chart          | 3  |
| Italia            | Italian Top Digital Download | 21 |
| Japón             | Japan Hot 100                | 88 |
| México            | Top 20 Inglés                | 9  |
| Noruega           | VG-lista                     | 15 |
| Nueva Zelanda     | NZ Top 40 Singles Chart      | 18 |
| Países Bajos      | Single Top 100               | 5  |
| Reino Unido       | UK Singles Chart             | 1  |
| Suecia            | Swedish Singles Chart        | 26 |
| Suiza             | Swiss Singles Chart          | 9  |

### Sucesión en listas
| Predecesor: «Love Me Like You Do» de Ellie Goulding | Scottish Singles Chart — Sencillo número 1 8 de marzo de 2015 — 14 de marzo de 2015 | Sucesor: «Lay Me Down» de Sam Smith |
| Predecesor: «Love Me Like You Do» de Ellie Goulding | UK Singles Chart — Sencillo número 1 8 de marzo de 2015 — 14 de marzo de 2015       | Sucesor: «Lay Me Down» de Sam Smith |

### Certificaciones
| País           | Organismo certificador | Certificación | Copias certificadas | Ref.   |
| -------------- | ---------------------- | ------------- | ------------------- | ------ |
| Alemania       | BVMI                   | Platino       | 400 000             | [ 21 ] |
| Australia      | ARIA                   | Platino       | 70 000              | [ 33 ] |
| Bélgica        | BEA                    | Platino       | 30 000              | [ 22 ] |
| Dinamarca      | IFPI — Dinamarca       | Platino       | 60 000              | [ 23 ] |
| España         | PROMUSICAE             | Platino       | 40 000              | [ 28 ] |
| Estados Unidos | RIAA                   | Oro           | 500 000             | [ 50 ] |
| Italia         | FIMI                   | 2× Platino    | 100 000             | [ 30 ] |
| Nueva Zelanda  | RIANZ                  | Oro           | 7500                | [ 35 ] |
| Polonia        | ZPAV                   | 3× Platino    | 60 000              | [ 32 ] |
| Reino Unido    | BPI                    | 2× Platino    | 1 200 000           | [ 16 ] |
| Suecia         | GLF                    | 2× Platino    | 80 000              | [ 29 ] |

### Anuales
| Bélgica (Flandes) | Ultratop 50            | 39 |
| Bélgica (Valonia) | Ultratop 40            | 79 |
| Estados Unidos    | Dance/Electronic Songs | 31 |
| Países Bajos      | Single Top 100         | 6  |
| Reino Unido       | UK Singles Chart       | 11 |

## Premios y nominaciones
Además del éxito comercial que tuvo, «King» fue reconocido con algunos premios y nominaciones. A continuación, una pequeña lista con las candidaturas que obtuvo:
| Año  | Ceremonia de premiación      | Categoría                         | Resultado | Ref.          |
| ---- | ---------------------------- | --------------------------------- | --------- | ------------- |
| 2015 | MTV Video Music Awards Japan | Mejor artista nuevo internacional | Ganador   | [ 55 ] [ 37 ] |
| 2015 | UK Music Video Awards        | Mejor vídeo interactivo           | Nominado  | [ 38 ] [ 56 ] |
| 2015 | UK Music Video Awards        | Mejor vídeo pop                   | Nominado  | [ 38 ] [ 56 ] |
| 2016 | BRIT Awards                  | Vídeo del año                     | Nominado  | [ 57 ] [ 58 ] |
| 2016 | BRIT Awards                  | Sencillo del año                  | Nominado  | [ 57 ] [ 58 ] |